# Druogno
Druogno – miejscowość i gmina we Włoszech, w regionie Piemont, w prowincji Cusio Ossola. Położona około 130 kilometrów na północny wschód od Turynu i około 25 kilometrów na północ od Verbanii.
Według danych na rok 2004 gminę zamieszkiwało 961 osób, 33,1 os./km².